# 日本とエストニアの関係
日本とエストニアの関係（にほんとエストニアのかんけい、エストニア語: Eesti-Jaapani suhted、ロシア語: Эстонско–японские отношения、英語: Japan–Estonia relations） では、日本とエストニアの関係について概説する。

## 両国の比較
|                   | エストニア                    | 日本                           | 両国の差                    |
| ----------------- | ----------------------------- | ------------------------------ | --------------------------- |
| 人口              | 132万6590人（2019年）         | 1億2626万人（2019年）          | 日本はエストニアの約95.2倍  |
| 国土面積          | 4万5000 km²                   | 37万7972 km²                   | 日本はエストニアの約8.4倍   |
| 人口密度          | 30 人/km²（2018年）           | 347 人/km²（2018年）           | 日本はエストニアの約11.6倍  |
| 首都              | タリン                        | 東京都                         |                             |
| 最大都市          | タリン                        | 東京都区部                     |                             |
| 政体              | (共和制) 議院内閣制           | （民主制）議院内閣制           |                             |
| 公用語            | エストニア語                  | 日本語（事実上）               |                             |
| 通貨              | ユーロ                        | 日本円                         |                             |
| 国教              | なし                          | なし                           |                             |
| 人間開発指数      | 0.871                         | 0.919                          |                             |
| 民主主義指数      | 7.90                          | 7.99                           |                             |
| GDP（名目）       | 314億7110万米ドル（2019年）   | 5兆819億6954万米ドル（2019年） | 日本はエストニアの約161.5倍 |
| 一人当たり名目GDP | 23723.3米ドル（2019年）       | 40246.9米ドル（2019年）        | 日本はエストニアの約1.7倍   |
| GDP（購買力平価） | 530億4534万米ドル（2019年）   | 5兆5043億3091米ドル（2019年）  | 日本はエストニアの約103.8倍 |
| 一人当たり実質GDP | 39986.2米ドル（2019年）       | 43593.5米ドル（2019年）        | 日本はエストニアの約1.1倍   |
| 経済成長率        | 5.0%（2019年）                | 0.7%（2019年）                 |                             |
| 軍事費            | 6億5606万8069米ドル（2019年） | 476億902万米ドル（2019年）     | 日本はエストニアの約72.6倍  |

## 歴史

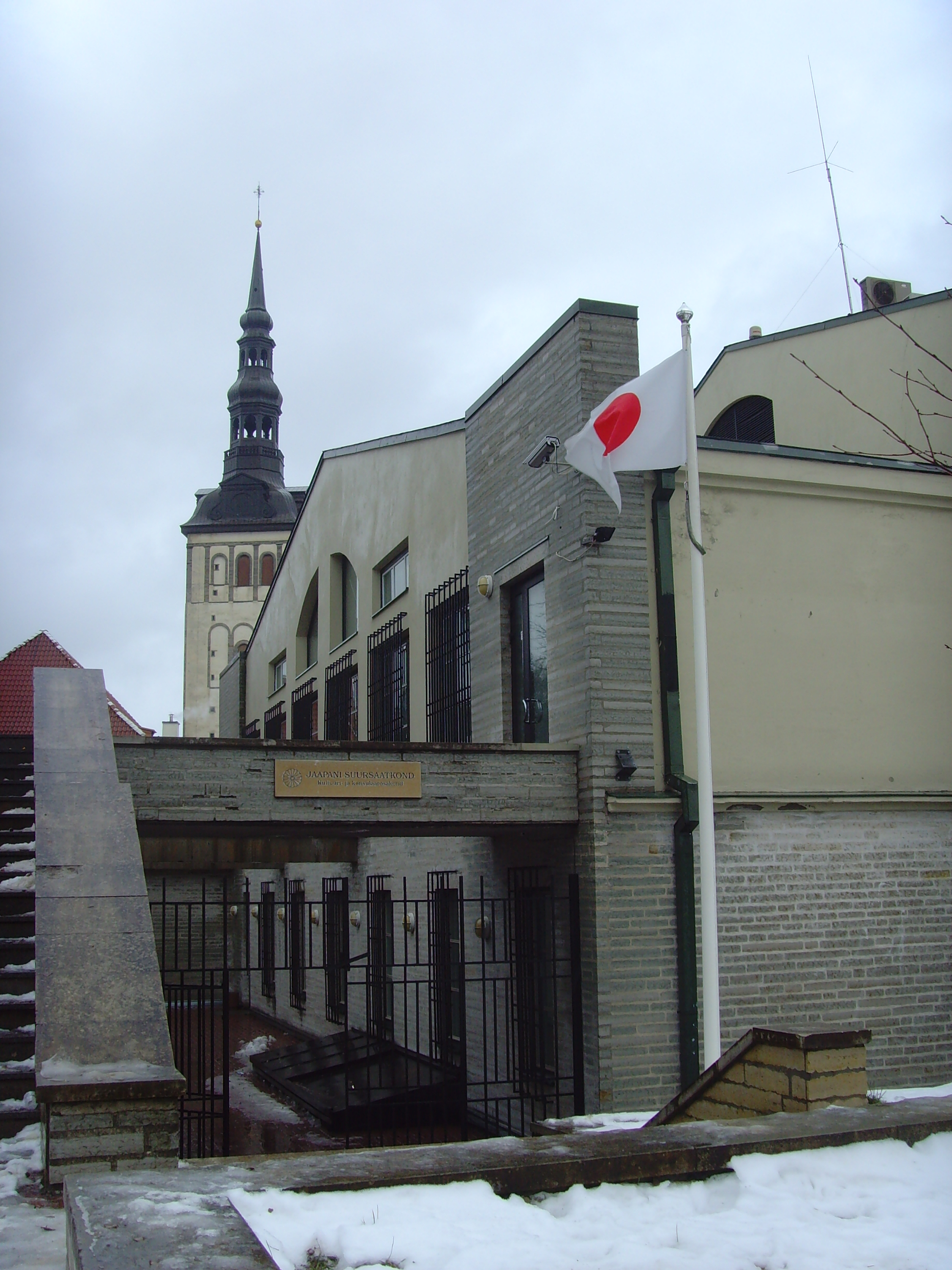
在エストニア日本国大使館全景（タリン）

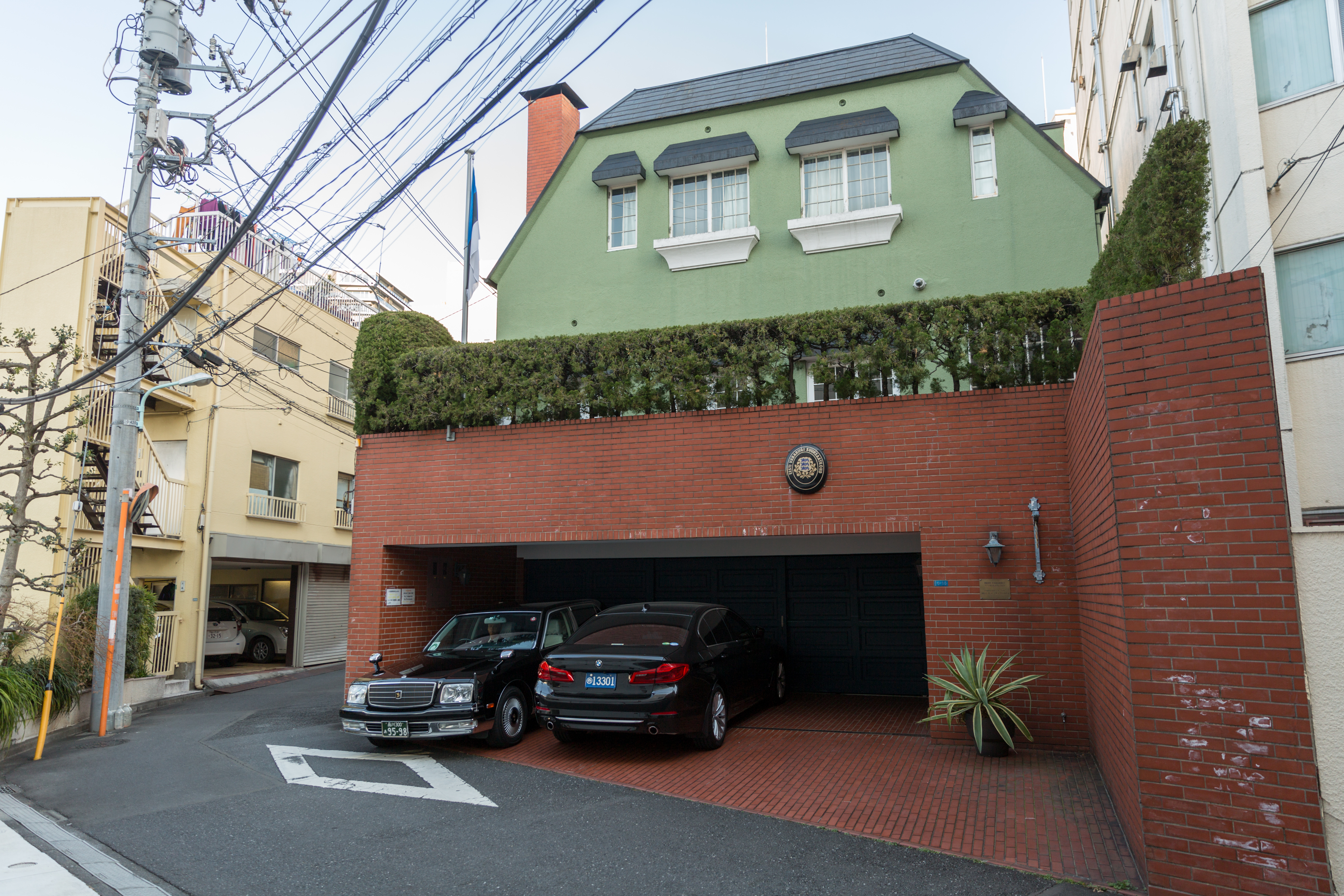
駐日エストニア大使館全景（東京）

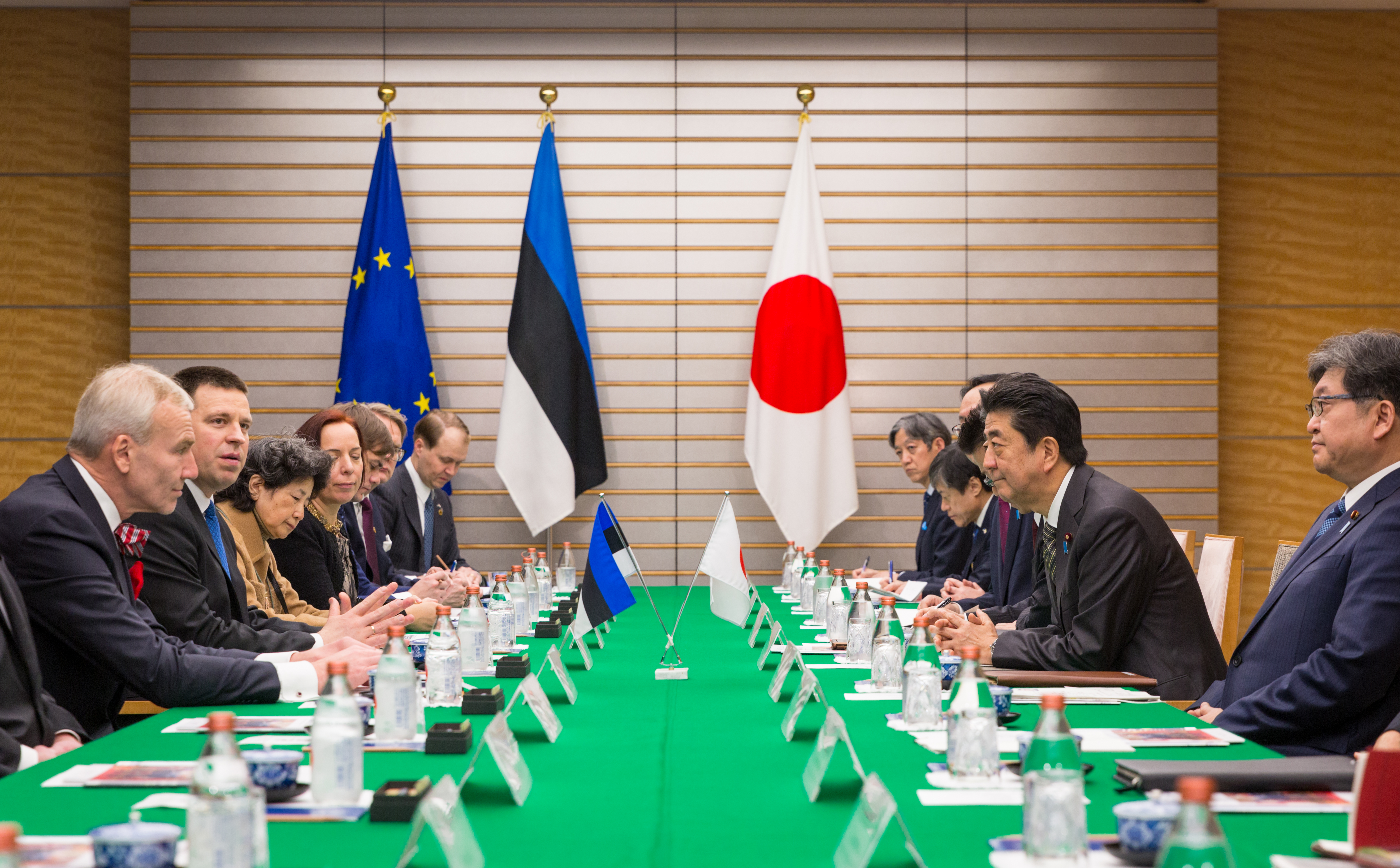
2020年、エストニアのユリ・ラタス首相と日本の安倍晋三首相の会談

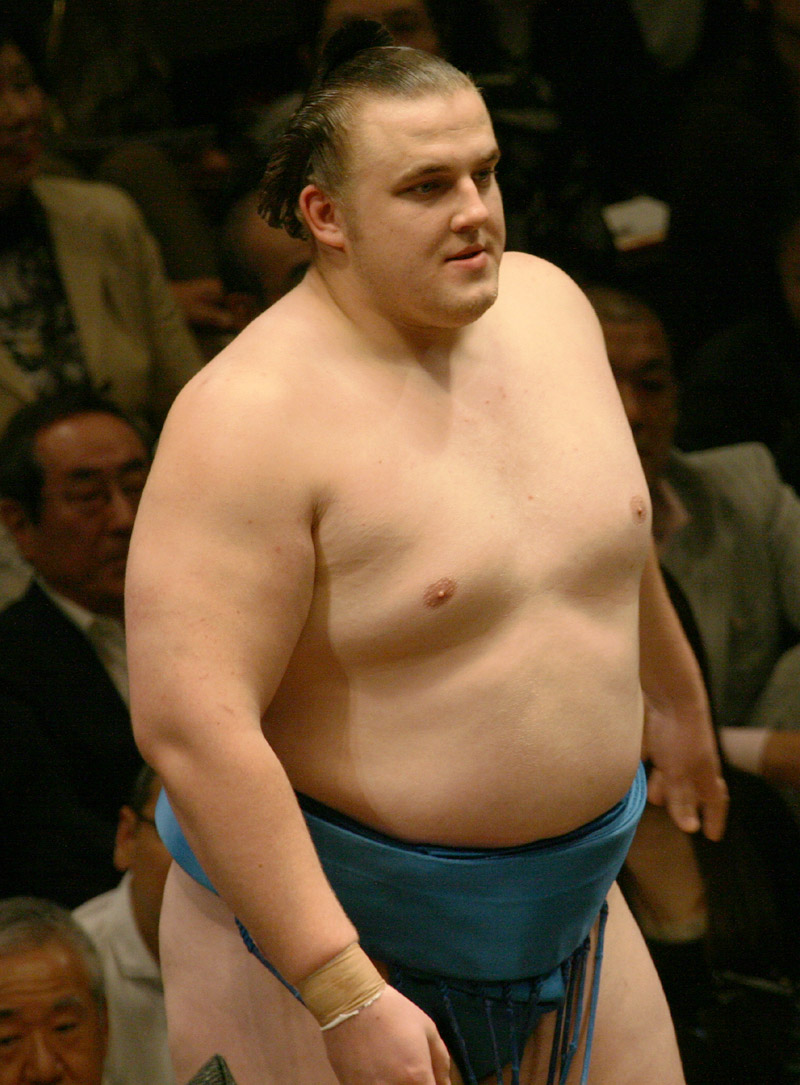
エストニア人力士の把瑠都凱斗

1918年、ロシア革命によってエストニア第一共和国は独立。第一次世界大戦が終結した1919年3月以降、日本はエストニアを事実上国家承認の状態にあったが、1921年1月には日本は正式にエストニア独立を承認し、両国間で外交関係が樹立された。その後、日本はタリンに外交官出張所を有していたものの、1940年、ソ連によるエストニア併合に伴い出張所は閉鎖された。第二次世界大戦後、エストニアはエストニア・ソビエト社会主義共和国としてソ連の一構成国となり、ソ連を介した交流が維持された。
冷戦末期の1991年9月、日本はエストニアを含むバルト三国に対して政府ミッションを派遣して、バルト三国の平和裡の独立に支持を表明。同年9月6日にはラトビアやリトアニアとほぼ同時に国家承認をして、10月10日にはおよそ50年ぶりに新たな外交関係が樹立された。1993年1月、日本はタリンに在エストニア日本国大使館を開設し、一方のエストニアは1996年9月に東京に駐日エストニア大使館を開設した。2010年1月には、エストニアに常駐する初の日本国大使として星秀明が任命、着任した。
2021年には、日本が初めて正式にエストニアを国家承認した1921年から100年が経過し、「日・エストニア友好100周年」を迎えた。在エストニア日本国大使館はそれを記念した公式ロゴを制定し、文化、芸術、スポーツ、教育、観光、経済、科学など多岐にわたる分野での交流事業を募集。1月26日にはエストニア大統領のケルスティ・カリユライドが駐エストニア日本大使の北岡元を大統領宮殿に招待し、国旗掲揚セレモニーが実施された。駐日エストニア大使のヴァイノ・レイナルトは、宇都隆史外務副大臣を表敬した。

## 外交

### エストニア要人の訪日
1997年3月には、エストニア独立運動の指導者でありソ連からの独立以後最初のエストニア大統領であったレナルト・ゲオルグ・メリが訪日。その後、2004年10月にはアルノルド・リューテルが2004年に実務訪問賓客として訪日を実施して、天皇皇后との会見や小泉純一郎との首脳会談を行った。
2014年3月には、エストニア大統領としておよそ10年ぶりにトーマス・ヘンドリク・イルヴェスが訪日。安倍晋三との首脳会談では、エストニアがITやサイバー・セキュリティーの分野において先進的である事に触れ、当分野での協力やウクライナ問題、安全保障についてが話し合われた。2019年10月にはケルスティ・カリユライドが即位礼正殿の儀参列の為に訪日し、安倍晋三と会談を実施した。
エストニアの首相としては2010年2月アンドルス・アンシプが日本を訪れて鳩山由紀夫と首脳会談を実施。外交関係樹立20周年に向けた関係強化についてが話し合われた。2016年4月にはターヴィ・ロイヴァスが訪日して安倍晋三と会談を実施。2019年6月と2020年2月にはユリ・ラタスがエストニア首相として訪日し、特に2020年の訪日では文部科学大臣の萩生田光一同席のもと安倍晋三との首脳会談が実施された。会談ではサイバーや安全保障分野での協力についてが話し合われたほか、日本の常任理事国入りについてエストニアは賛成している旨を述べた。

### 日本要人のエストニア訪問

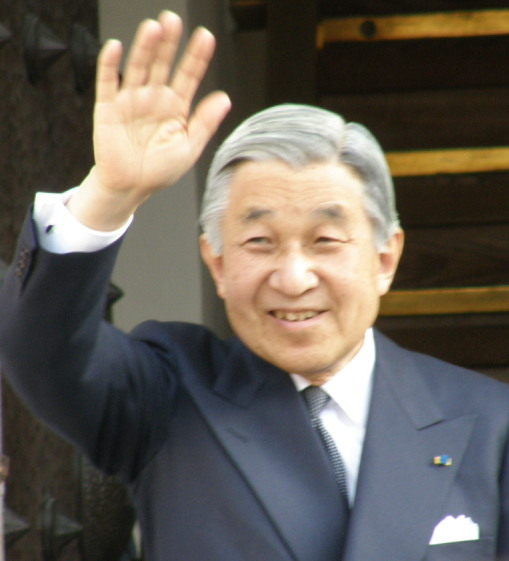
エストニア訪問中の天皇（当時。令和時代の上皇）

2007年5月24日、天皇皇后（当時。令和時代の上皇上皇后）が欧州歴訪の一環としてエストニアを公式訪問し、初の旧ソ連圏への訪問となった。
2018年1月には安倍晋三が欧州歴訪先の一国にエストニアを選び、エストニアに進出する日本企業の代表を交えた日・エストニア拡大首脳会合に出席したほか、エストニア首相ユリ・ラタスとの首脳会談、エストニア大統領ケルスティ・カリユライドへの表敬が実施された。
そのほか、2017年11月には外務副大臣の中根一幸がエストニアを訪れ、エストニア外務大臣のスヴェン・ミクセルを表敬し地域情勢やビジネス交流について意見交換を実施。2018年5月には防衛大臣の小野寺五典が外遊先としてフィンランドとエストニアを訪問。2018年10月にはIT政策担当大臣の平井卓也がタリン・デジタルサミット2018に出席するためエストニアを訪問した。

### 安全保障上の関係
2004年3月にエストニアは北大西洋条約機構（NATO）加盟を果たした。日本はNATOのグローバル・パートナーシップ国の一つであり、またアメリカとの同盟関係にある事から、間接的にエストニアの安全保障上のパートナーとなっている。
また、エストニアはITやサイバーセキュリティ、情報セキュリティの先進国であり、両国は今後安全保障の要となっていくサイバー面での協力を深めている。2014年にはタリンで第一回日・エストニア サイバー協議が実施され、2015年には東京で第二回の協議が、2017年には第三回協議が実施された。2019年には駐エストニア日本大使の北岡元が、タリンにあるNATOサイバー防衛協力センターを訪問・視察した。2019年にエストニアを訪問した内閣総理大臣補佐官の薗浦健太郎は、NATOサイバー防衛協力センターが主催したサイバー防衛に関する国際会議「CyCon 2019」に出席し、日本の安全保障とサイバー空間に関する基調講演を行った。
2021年7月3日、茂木敏充外務大臣は、エストニア、リトアニア、ラトビアのバルト三国訪問後の記者会見で、中国の海洋進出や香港、新疆ウイグル自治区の人権問題について、「日本の懸念に強い共感が示された」「日本と中国、バルト三国とロシアの位置関係や地政学的環境は極めて類似している」と指摘し、権威主義体制であるロシア及び中国と向き合う状況が似ており、中国の海洋進出や人権状況は「バルト三国にとっても他人ごとではない」として、台頭する中国をめぐる認識を共有できたと述べた。バルト三国の外相らは、日本の外交方針「自由で開かれたインド太平洋戦略」への支持と協力を表明し、中国人民武装警察部隊海警部隊に武器使用を認める海警法や、東シナ海・南シナ海への進出、香港、新疆ウイグル自治区をめぐる人権状況についても、日本との間で深刻な懸念を共有した。

## 経済交流
ソ連からの再独立以後、日本はエストニアに対し市場経済化・民主化促進のための経済援助を実施。2008年までの累計は無償資金協力2.28億円、技術協力1.29億円に上る。しかし、エストニアは順調に経済成長を続け一人当たりの名目GDPは1万ドル後半から2万ドル台で推移しており、2010年12月9日にはバルト三国で最も早く経済協力開発機構（OECD）に加盟した。これら経済状況から、先進国と見なされる場合も多くなっており、日本は2009年でエストニアへの経済援助を終了した。
貿易面では、エストニアの対日輸出は7980万ユーロとなっており、主要品目は木材・ログハウス、機械類、金属、光学・精密機器等となっている、一方、対日輸入は4650万ユーロで、機械類、自動車・同部品、革製品等が主要な輸入品目である。
エストニアは、オンラインでの法人登記や納税といった利便性の高い行政サービスの一部を国外に向けて開く「電子居住権（Eレジデンシー）」という制度を開始し、
国外からの投資や企業進出を誘致している。そのため、丸紅といった日本企業もエストニアに進出。富士通もエストニアにサービス拠点を設けるなど、スタートアップ拠点として注目されている。

## 文化交流
在エストニア日本国大使館が日本文化発信のためのイベントを実施。日本には日本エストニア友好議員連盟が、エストニアではエストニア・日本友好議員連盟が設立されており、両国間の交流を促進している。また、日本・エストニア友好協会(1992年　本部　釧路市)設立。2010年7月　本部を東京に移転し日本におけるエストニアの知名度向上や文化発信に貢献している。
エストニア独立から2年後、日本の生物学者である中村明がエストニアに留学している。エストニアにとって、中村は日本人初の留学生であった。なお、中村はアジア人としても史上初の留学生である。
スポーツ面では、大相撲力士として活躍した把瑠都凱斗はエストニア出身であった。名前の「把瑠都」も母国エストニアが面するバルト海に因んでいる。

### 姉妹都市
- 長野県佐久市 ‐ エストニア・サク市

同名の縁による。1998年に当時の駐日エストニア大使館一等書記官が上信越自動車道を通行中に佐久の標識を見つけたことが契機という。2005年にはスペシャルオリンピックス長野大会でエストニア選手団を佐久市民がホームステイで受け入れ。2007年5月1日の友好都市協定締結後は、相互の子供のホームステイ体験などを通じて交流を重ね、友好協力関係を一層強化するために2019年5月1日に姉妹都市協定を締結した。

## 外交使節

### 駐日エストニア大使・外交代表
- （外交代表）グスターフ・ラムステッド（駐日フィンランド代理公使による兼任、1920～1923年）
- （臨時代理大使）ヘイキ・ヴァラステ（1996～1998年、帰国後エストニア・日本協会会長）

1. マーク・スィニソー（エストニア語版）（1998～2000年、信任状捧呈は6月19日[62]）
  - （臨時代理大使）ピーター・ミラー（2000～2002年）
  - （臨時代理大使）アルゴ・カングロ（2002～2006年）
2. ピーター・ミラー（2006～2010年、信任状捧呈は12月8日[63]）
3. トイヴォ・タサ（2010～2014年、信任状捧呈は10月19日[64]）
  - （臨時代理大使）トーマス・モール（2014年）
4. ヤーク・レンスメント（2014～2018年、信任状捧呈は9月10日[65]）
5. ヴァイノ・レイナルト（2018～2023年、信任状捧呈は12月13日[66]）
  - （臨時代理大使）アルゴ・カングロ（2023年）
  - （臨時代理大使）エリクソン・インドレク（2023年）
6. マイト・マルティンソン（2023年～、信任状捧呈は10月5日[67]）